# Don Potter
Donald Steele Potter (Newington, 21 aprile 1902 – Bryanston, 7 giugno 2004) è stato uno scultore e insegnante britannico.

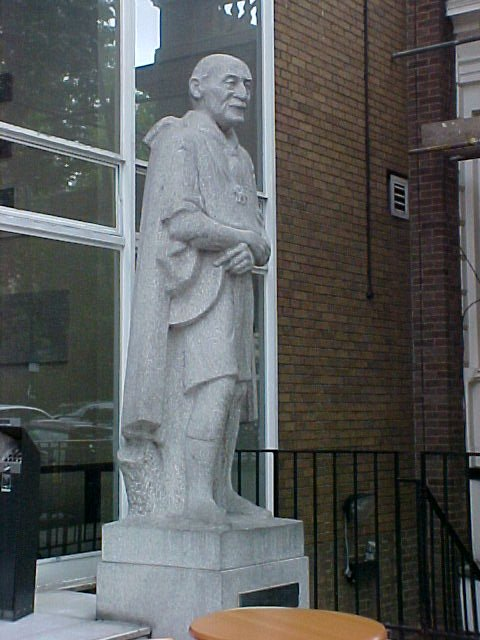
Statua scolpita da Don Potter presso la Baden-Powell House

Don Potter nacque a Newington, nel distretto di Swale nel Kent. Figlio di un insegnante di scuola e di un'assistente scolastica, si iscrisse all'eta di otto anni negli scout nella branca dei Lupetti e divenne un entusiasta partecipante del movimento scout. 
Potter sin da piccolo incominciò a creare dei totem in legno e all'età di vent'anni, il fondatore dello scautismo, Robert Baden-Powell, conosciutolo, gli disse che era un esperto artigiano. Egli era molto attaccato alla figura di Baden-Powell, tanto che realizzò nel 1960 una statua in granito che lo ritraeva e che adesso si trova davanti alla Baden-Powell House a Londra.
Oltre ad intagliare il legno, Potter iniziò anche a scolpire la pietra, ed incontrò Jacob Epstein (che aveva studiato con Auguste Rodin a Parigi). Nel 1931 si avvicinò alla figura di Eric Gill e gli chiese di studiare con lui. Gill fu un incisore, disegnatore di caratteri tipografici e scultore, che operò anche nella cattedrale di Westminster. Inizialmente, Potter era in un periodo di prova di sei mesi, ma rimase come allievo di Gill per sei anni.
Oltre ad essere uno scultore, Potter ebbe anche una carriera come insegnante nella Bryanston School nel Dorset (1940-1984), responsabile degli ambiti  della scultura e della ceramica. Durante la seconda guerra mondiale Sir Terence Conran fu uno dei suoi allievi. Potter continuò a svolgere incarichi durante la sua carriera di docente, tra cui alcuni per la Scuola stessa. Per esempio, sculture di pietra da lui realizzate nel 1991 sono visibili in una chiesa locale del villaggio di Durweston.
Potter si sposò nel 1945. Lui e sua moglie Maria ebbe due figli, Anne (1947) e Julian (1952).